# Воєводство (Польща)

Воєводства Польщі

Воєводство (пол. województwo — воєву́дстфо) — найбільша адміністративна одиниця Польщі. Голова воєводства (тобто губернатор) — Маршал воєводства. Воєвода — представник Ради Міністрів у воєводстві.
Воєводське самоврядування визначає політику регіону, тобто займається питаннями, які не можуть бути вирішені на рівні повіту. Це, насамперед: рівномірний розвиток економіки (господарства), використання нововведень регіональних ринків, раціональна освітня політика до рівня університету, створення привабливих умов для інвесторів (особливо після вступу до Європейського союзу).
Головним показником діяльності воєводства є ефективність управління, найкраще використання регіонального потенціалу.
Зазвичай у воєводстві проживає декілька мільйонів жителів, воно має економічний, організаційний та науковий потенціал, особливо в питаннях інновацій (вищі школи і науково-прикладні інститути), має культурний і творчий потенціал.

## Кількість воєводств
Кількість воєводств увесь час змінювалося.
- 1582–1634 — 34
- 1634–1660 — 35
- 1660–1717 — 33
- 1717–1768 — 33

У період з 1582 по 1768 крім воєводств у складі Польщі існувало також одне князівство, одне автономне єпископство. У період з 1582 по 1717 у складі була також одна земля. У часи, коли Польща була в унії з Російською імперією, спочатку (1815–1837) основною адміністративною одиницею було все те саме воєводство, однак через 7 років після повстання, країна була поділена на губернії. Цей поділ зберігався до 1922 року. Після Громадянської війни в Росії та Польського походу РСЧА, незалежна Польща була заново поділена на воєводства, але вже на 16 частин. За короткий період 1944–1946, після визволення від німецької окупації Польща складалася з 11 (на 1945) і 10 (на 1946) воєводств. Згодом число воєводств у країні стало тільки збільшуватися.
- 1946—1950 — 14
- 1950—1975 — 17
- 1975—1998 — 49

З 1 вересня 1999 під час адміністративної реформи Польща була розділена на 16 воєводств.

## Список воєводств Польщі
| Прапор | Герб | Воєводство | Воєводство                               | Повіти | Площа (км²)    | Населення      | чол. на км² | Столиця                                                              | www                                             |
| ------ | ---- | ---------- | ---------------------------------------- | ------ | -------------- | -------------- | ----------- | -------------------------------------------------------------------- | ----------------------------------------------- |
|        |      | PL-MZ      | Мазовецьке Mazowieckie                   | 42     | 35 558,18 (1)  | 5 188 488 (1)  | 145,9 (3)   | Варшава Warszawa                                                     |                                                 |
|        |      | PL-DS      | Нижньосілезьке Dolnośląskie              | 29     | 19 946,77 (7)  | 2 878 410 (5)  | 144,3 (4)   | Вроцлав Wrocław                                                      | [Архівовано 2 лютого 2007 у Wayback Machine.]   |
|        |      | PL-KP      | Куявсько-Поморське Kujawsko-Pomorskie    | 23     | 17 971,68 (10) | 2 066 136 (10) | 115,0 (8)   | Бидгощ, Торунь Bydgoszcz, Toruń                                      | [Архівовано 3 жовтня 2008 у Wayback Machine.]   |
|        |      | PL-LU      | Люблінське Lubelskie                     | 24     | 25 122,49 (3)  | 2 166 213 (8)  | 86,2 (12)   | Люблін Lublin                                                        | [Архівовано 22 липня 2011 у Wayback Machine.]   |
|        |      | PL-LB      | Любуське Lubuskie                        | 14     | 13 987,88 (13) | 1 008 481 (16) | 72,1 (14)   | Гожув-Великопольський, Зелена Гура Gorzów Wielkopolski, Zielona Góra | [Архівовано 14 жовтня 2008 у Wayback Machine.]  |
|        |      | PL-LD      | Лодзинське Łódzkie                       | 24     | 18 218,96 (9)  | 2 555 898 (6)  | 140,3 (5)   | Лодзь Łódź                                                           |                                                 |
|        |      | PL-MA      | Малопольське Małopolskie                 | 22     | 15 182,87 (12) | 3 279 036 (4)  | 216,0 (2)   | Краків Kraków                                                        |                                                 |
|        |      | PL-OP      | Опольське Opolskie                       | 12     | 9 411,67 (16)  | 1 037 088 (15) | 110,2 (10)  | Ополе Opole                                                          | [Архівовано 27 вересня 2008 у Wayback Machine.] |
|        |      | PL-PK      | Підкарпатське Podkarpackie               | 25     | 17 845,66 (11) | 2 097 338 (9)  | 117,5 (7)   | Ряшів Rzeszów                                                        | [Архівовано 30 серпня 2008 у Wayback Machine.]  |
|        |      | PL-PD      | Підляське Podlaskie                      | 17     | 20 187,01 (6)  | 1 192 660 (14) | 59,1 (15)   | Білосток Białystok                                                   | [Архівовано 28 серпня 2008 у Wayback Machine.]  |
|        |      | PL-PM      | Поморське Pomorskie                      | 20     | 18 310,36 (8)  | 2 210 920 (7)  | 120,7 (6)   | Гданськ Gdańsk                                                       | [Архівовано 15 жовтня 2008 у Wayback Machine.]  |
|        |      | PL-SK      | Свентокшиське Swiętokrzyskie             | 14     | 11 710,20 (15) | 1 275 550 (12) | 108,9 (11)  | Кельці Kielce                                                        | [Архівовано 17 серпня 2008 у Wayback Machine.]  |
|        |      | PL-SL      | Сілезьке Śląskie                         | 36     | 12 333,51 (14) | 4 650 300 (2)  | 377,4 (1)   | Катовиці Katowice                                                    |                                                 |
|        |      | PL-WP      | Великопольське Wielkopolskie             | 35     | 29 826,51 (2)  | 3 386 882 (3)  | 113,6 (9)   | Познань Poznań                                                       | [Архівовано 6 жовтня 2008 у Wayback Machine.]   |
|        |      | PL-WN      | Вармінсько-Мазурське Warmińsko-Mazurskie | 21     | 24 173,17 (4)  | 1 426 155 (12) | 59,0 (16)   | Ольштин Olsztyn                                                      | [Архівовано 15 жовтня 2008 у Wayback Machine.]  |
|        |      | PL-ZP      | Західнопоморське Zachodniopomorskie      | 21     | 22 892,48 (5)  | 1 692 271 (11) | 73,9 (13)   | Щецин Szczecin                                                       | [Архівовано 17 серпня 2008 у Wayback Machine.]  |
| Польща |      | PL         | Республіка Польща Rzeczpospolita Polska  | 379    | 312 685(68)    | 38 636 157(32) | 123         | Варшава Warszawa                                                     | [Архівовано 15 квітня 2012 у Wayback Machine.]  |